# Liopleurodon
 Liopleurodon  ist eine Gattung der Pliosaurier innerhalb der ausgestorbenen Sauropterygia. Diese Gattung von Meeressauriern ist durch Fossilfunde aus dem Mitteljura von Europa gut bekannt. Der Gattungsname leitet sich ab von griechisch λεῖος (leîos) ‚glatt‘; πλευρόν (pleurón) ‚Seite‘, ‚Flanke‘ und ὀδούς, ὀδόντος (odoús, odóntos) ‚Zahn‘.

## Merkmale

### Schädel und Zähne

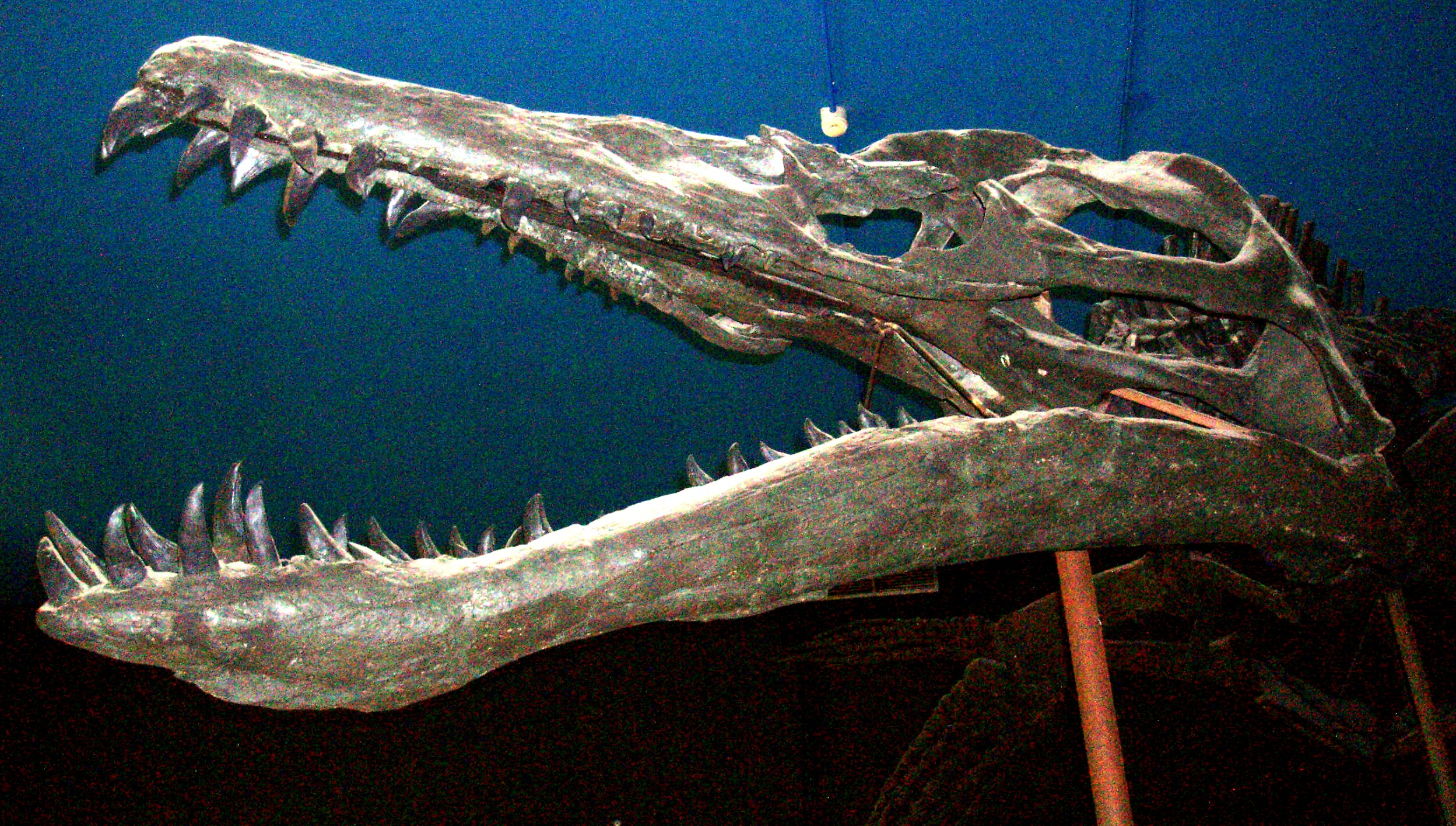
Schädel von L. ferox

Liopleurodon hatte einen keilförmigen und abgeflachten Schädel.
Auf jedem Unterkieferast hatte Liopleurodon 25 bis 28 Zähne. Ein Merkmal von L. ferox ist eine Symphyse (Knochenverbindung) im vorderen Teil des Schädels, welche in der Regel kürzer ist als die von Pliosaurus. In diesem Teil des Schädels (vor der Symphyse) befinden sich sechs bis sieben verlängerte Zähne mit rundem Querschnitt. Die Zähne im hinteren Teil des Gebisses haben einen eher dreieckigen Querschnitt. Die Zähne sind scharf, an einer Seite gesägt und an der anderen glatt. Sie haben eine tiefe Wurzel, vergleichbar mit heutigen Schwertwalen, beziehungsweise Leistenkrokodilen.

### Größe
Liopleurodon erreichte eine Durchschnittslänge von 5 bis 7 m. Das Exemplar „Peterborough“ wird auf 6,39 m geschätzt, wobei die Schädellänge 1,26 Meter betrug. Diese Längenrechnung basiert auf der Annahme eines Schädel:Körper-Verhältnisses von 1:5,19, basierend auf den Proportionen des Individuums GPIT1754/2. Dieses hat eine Schädellänge von 0,94 m und eine Gesamtlänge von 4,88 m.
Der größte Schädel, der Liopleurodon zugeordnet werden kann, ist 154 Zentimeter lang. Die Länge des gesamten Tieres wurde auf etwas mehr als 10 m geschätzt, basierend auf der Annahme, dass der Schädel 1/7 der Gesamtlänge ausmacht. Die für diese Schätzung verwendeten Proportionen sind jedoch vermutlich falsch. Stattdessen wurde ein Verhältnis von 1:4 oder 1:5 angenommen. Exemplare dieser Größenordnung werden auf ein Gewicht von 2,5 bis 5 Tonnen geschätzt, wobei durchschnittliche Exemplare auf etwa 500 bis 750 kg kamen. Andere Modelle zur Schätzung des Gewichts gehen jedoch davon aus, dass bereits ein ungefähr 4,8 Meter langes Individuum knapp eine Tonne wiegen könnte, während, laut diesem Modell, ein 5,7 Meter langes Exemplar auf 1,7 Tonnen Gewicht käme.
Pliosaurus macromerus, mit einem fast 3 m langen Unterkiefer, wurde ebenfalls Liopleurodon zugeordnet, was jedoch nicht haltbar ist. In Tübingen ist ein 4,5 m langes Exemplar ausgestellt.

## Entdeckungsgeschichte
Liopleurodon wurde erstmals im Jahr 1873 von Henri-Émile Sauvage anhand dreier Zähne beschrieben. Einer wurde in der Nähe von Boulogne-sur-Mer in Nordfrankreich gefunden und Liopleurodon ferox (ferox = wild) zugeordnet. Der Zahn ist 75 mm lang. Die anderen wurden im Département Cher und dem Département Calvados gefunden. Der Zahn aus Cher ist 70 mm lang und wurde L. grossouvrei zugeordnet. Sauvage beschrieb den aus Calvados als L. bucklandi. Nur die Zähne, die L. ferox und L. grossouvrei zugeordnet wurden, wurden von Sauvage beschrieben. Sauvage untersuchte nicht die Verwandtschaftsverhältnisse von Liopleurodon. Später (1909) wurde der Zahn mit Skelettmaterial eines erwachsenen Tieres aus dem Callovium (Clay Formation) bei Peterborough in England in Verbindung gebracht und eine Verwandtschaft mit Pliosaurus festgestellt. Bevor dieses Material gefunden wurde, war die Gültigkeit des Taxons umstritten.
In Deutschland wurden bisher nur der Gattung zugeordnete Zähne bzw. Zahnfragmente gefunden, deren Artzugehörigkeit unbekannt ist (Nordrhein-Westfalen, Niedersachsen).

## Ernährung

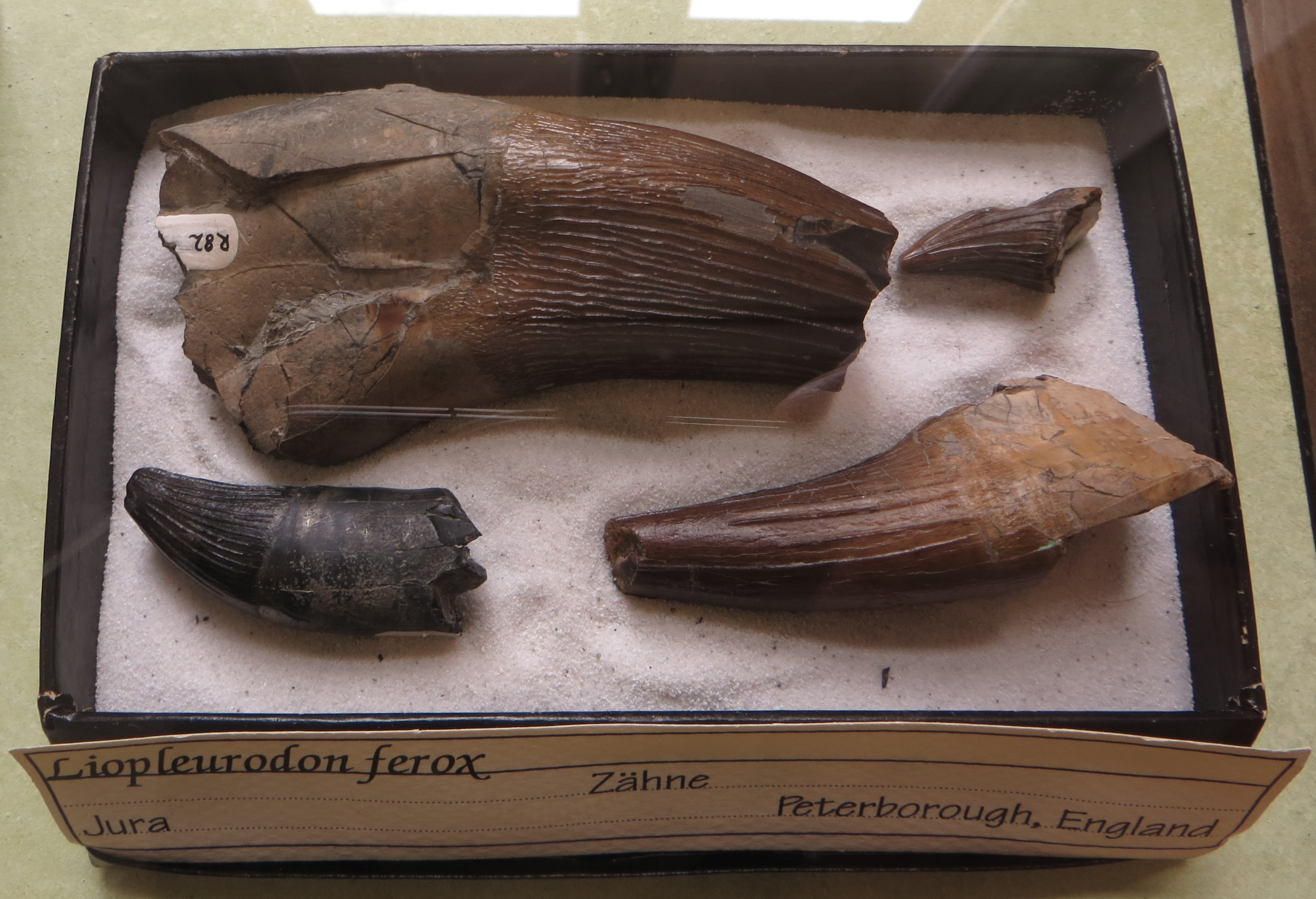
Zähne von L. ferox

Liopleurodon war vermutlich ein Spitzenprädator mit starken Kiefern, die gut an kräftiges Zubeißen angepasst waren.
Bissspuren von Liopleurodon wurden auf Knochen des Plesiosauriers Cryptoclidus gefunden. Generell wird Liopleurodon, wegen der gesägten und scharfen Zähne, als Jäger von fleischiger Beute gesehen. Abgenutzte Zähne deuten auf das Jagen von großen Beutetieren.
Pliosaurier werden als Schwimmer angesehen, die ein Vier-Flossen-Prinzip nutzen und in der Tiefsee auf Kopffüßer, Reptilien und Fische Jagd machen.
Außerdem werden Pliosaurier als prähistorisches Äquivalent zu Zahnwalen gesehen.

## Jagdverhalten
Das Gehirn des Liopleurodon nimmt weniger als 1 % seiner Körpermasse ein, was darauf hindeutet, dass er ein visueller Räuber war, der Informationen sehr schnell verarbeiten musste. Diese Art von Gehirn findet man heute noch fast exakt gleich im weißen Hai. Außerdem waren sie zu ihrer Zeit beide die erfolgreichsten Jäger im Meer. Alles deutet darauf hin, dass ihr Jagdverhalten dasselbe ist.
Der Liopleurodon hielt wahrscheinlich Ausschau nach beute-artiger Form an der Wasseroberfläche in einer Tiefe von bis zu 15 Metern. Wenn er eine Beute gesichtet hatte, beschleunigte er extrem schnell und konnte mit ihr mehrere Meter aus dem Wasser springen.
Ein großer Unterschied zum weißen Hai ist jedoch die Zahnform, die des Haies ist darauf ausgelegt die Beute aufzuschlitzen, die dickere aber kräftigere des Liopleurodons hingegen konnte die Beute zerdrücken.

## Systematik

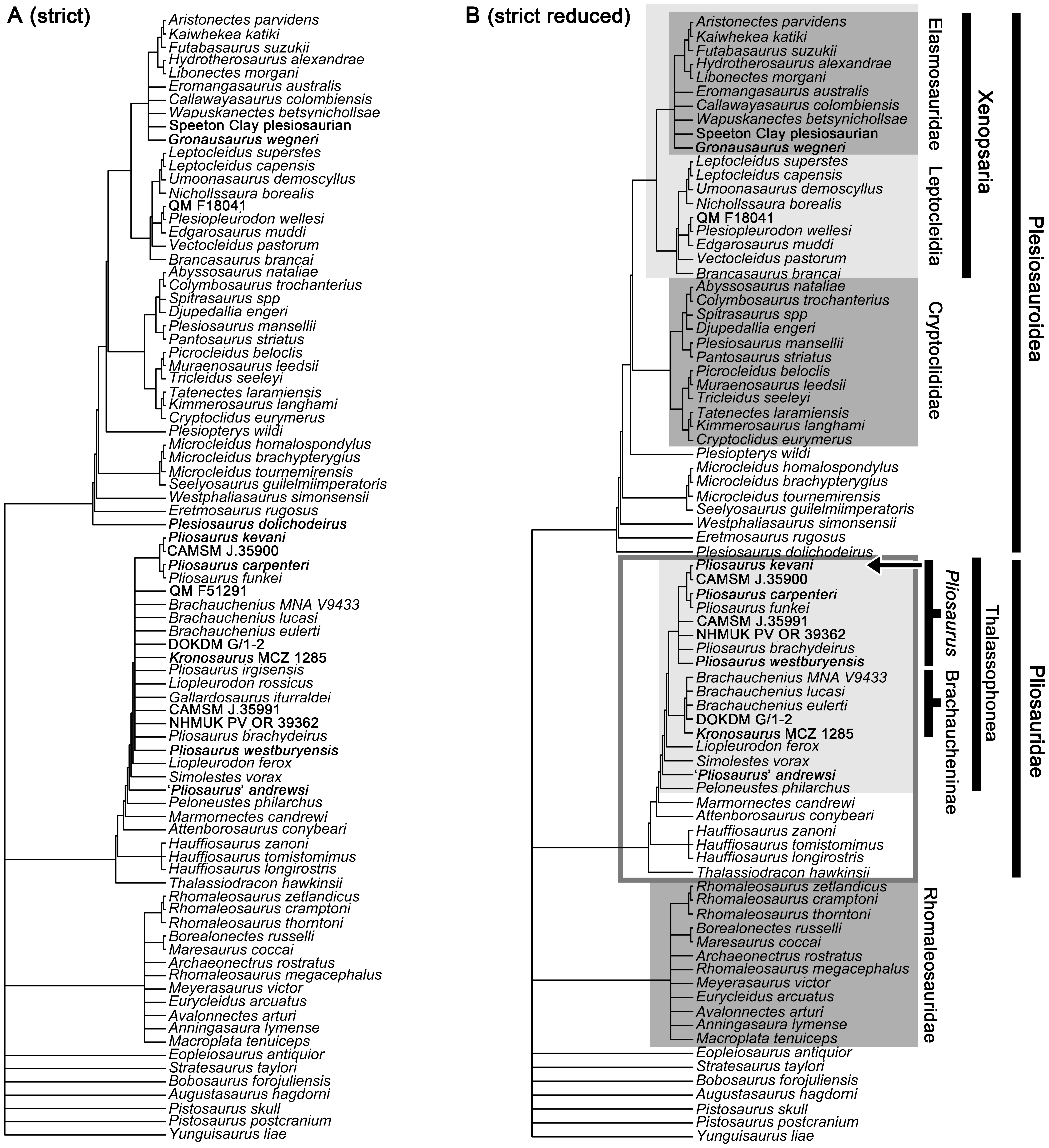
Phylogenetische Position von L. ferox innerhalb der Gruppe Pliosauroidea, nach einer Analyse aus dem Jahr 2013

### Äußere Systematik
Liopleurodon ist ein Vertreter der Familie Pliosauridae, eine Gruppe innerhalb der Pliosaurier, die aus dem Jura (möglicherweise auch aus der Kreide) von Europa und Nordamerika bekannt ist.
Liopleurodon gehörte innerhalb der Gruppe zu den basalen Vertretern aus dem Mitteljura. Diese unterscheiden sich von ihren Verwandten aus dem Oberjura unter anderem durch Anzahl der Zahnfächern und geringere Schädel-, beziehungsweise Körperlänge. Gelegentlich werden Pliosaurus Arten aus der späten Jura, die eine ähnliche Anzahl von Zahnfächern haben (z. B. P. rossicus), Liopleurodon zugeordnet. Diese Zuordnung ist jedoch nicht haltbar, da diese Arten die beschriebenen Autapomorphien von Pliosaurus besitzen, aber Liopleurodon nicht. Stattdessen vermutet man eine konvergente Entwicklung der kurzen Symphysen bei Liopleurodon und manchen Pliosaurus Arten.
Eine Studie aus dem Jahr 2013 fasst Liopleurodon, Simolestes, Peloneustes, Pliosaurus und Brachaucheininae als Thalassophonea zusammen.

### Innere Systematik
Momentan gibt es zwei Arten, die der Gattung Liopleurodon zugeordnet werden können:
- Liopleurodon ferox (Typusart; England und Frankreich)
- Liopleurodon pachydeirus (England)

unterscheiden sich von L. ferox durch Merkmale in Zähnen und Halswirbel.
Des Weiteren gibt es noch weitere Arten, bei denen es noch unklar ist, ob sie einer eigenen Art angehören:
- L. grossouveri
- L. rossicus, inzwischen zu Pliosaurus gestellt
- L. macromerius
- L. nova (Über diese Art ist noch sehr wenig bekannt.)[24]

## Popularität
In der BBC-Fernsehreihe Dinosaurier – Im Reich der Giganten wurde ein Liopleurodon mit einer Länge von 25 Metern und einem Gewicht von 150 Tonnen gezeigt, basierend auf der Annahme eines 18 Meter langen Liopleurodon, der für juvenil gehalten wurde. Diese Größe wird jedoch kritisiert, da dieses Exemplar mit großer Wahrscheinlichkeit kein Liopleurodon war, sondern ein unbeschriebenes Taxon: genannt „Monster von Aramberri“. Zudem wird vermutet, dass das Tier kleiner als angenommen (15 Meter) und wahrscheinlich ausgewachsen war.